# تجمع مفاجئ

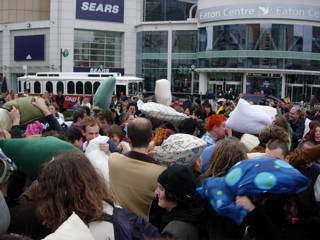

التجمع الخاطف أو التجمع المفاجئ أو الفلاش موب (بالإنجليزية: Flash mob)‏ هو مجموعة من الناس الذين يتجمعون فجأة في مكان ما ويقومون بأفعال غير اعتيادية لفترة وجيزة، ثم يتفرقون، في كثير من الأحيان يكون هذا لأغراض الترفيه، التهكم، والتعبير الفني. وهذا التجمع يكون متفقا عليه مسبقا.

## أمثلة عن التجمعات المفاجئة
- تجمع مفاجئ لأوركسترا على يوتيوب تعزف جزءا من السمفونية التاسعة لبيتهوفن وهو معروف بالنشيد الأوروبي.
- تجمع مفاجئ لأوركسترا على يوتيوب تعزف في محطة للمترو في بلغاريا.
- تجمع مفاجئ لأوركسترا على يوتيوب في كوبنهاغن.
- تجمع مفاجئ لعازفين على يوتيوب في بغداد.
- تجمع مفاجئ لأوركسترا على يوتيوب في باريس.
- تجمع مفاجئ على يوتيوب لأداء رقصة غانغنم ستايل في جامعة ستانفورد.
- تجمع مفاجئ على يوتيوب لأداء رقصة غانغنم ستايل في البرتغال.
- تجمع مفاجئ على يوتيوب لأداء رقصة وأغنية مشهورة في ليفربول.
- تجمع مفاجئ على يوتيوب لأداء رقصة وأغنية مشهورة في سترازبورغ.